# Tamghas
Tamghas is een dorpscommissie (Engels: village development committee, afgekort VDC; Nepalees: panchayat) in het westen van Nepal, en tevens de hoofdplaats van het district Gulmi.